# Senat Tschentscher II
Der rot-grüne Senat Tschentscher II bildete vom 10. Juni 2020 bis zum 7. Mai 2025 die Landesregierung in Hamburg. Er wurde aufgrund des Ergebnisses der Bürgerschaftswahl am 23. Februar 2020 gebildet. Die vier Senatoren der Grünen wurden am 30. Mai 2020 vorgestellt, die sieben Senatsmitglieder auf Vorschlag der SPD wurden am 1. Juni 2020 bekannt. Die Wahl von Peter Tschentscher erfolgte am 10. Juni 2020 in der Bürgerschaft. Er erhielt 87 von 123 Stimmen und damit mutmaßlich die geschlossene Zustimmung der Koalitionsabgeordneten von SPD und Grünen. Im Anschluss wurden die Senatoren durch die Bürgerschaft mit 83 Stimmen bestätigt. Die Staatsräte wurden am 11. Juni 2020 ernannt.

## Senat
| Amt                                                               | Bild                                                     | Name                                         | Partei     | Partei                                                                                     | Staatsräte | Partei    | Partei     |
| ----------------------------------------------------------------- | -------------------------------------------------------- | -------------------------------------------- | ---------- | ------------------------------------------------------------------------------------------ | --- | --------- | ---------- |
| Präsident des Senats und Erster Bürgermeister Senatskanzlei       |                                                          | Peter Tschentscher                           |            | SPD                                                                                        | Almut Möller (bis 30. April 2024) Liv Assmann (ab 1. Mai 2024) Bevollmächtigte beim Bund, bei der Europäischen Union und für auswärtige Angelegenheiten |           | SPD        |
| Präsident des Senats und Erster Bürgermeister Senatskanzlei       | Jan Pörksen Chef der Senatskanzlei und des Personalamtes | Peter Tschentscher                           |            | SPD                                                                                        | |           | SPD        |
| Zweite Bürgermeisterin                                            |                                                          | Katharina Fegebank                           |            | B’90/Grüne                                                                                 | |           |            |
| Behörde für Wissenschaft, Forschung, Gleichstellung und Bezirke   | Eva Gümbel Wissenschaft, Forschung und Gleichstellung    | Katharina Fegebank                           |            | B’90/Grüne                                                                                 | B’90/Grüne |           |            |
| Behörde für Wissenschaft, Forschung, Gleichstellung und Bezirke   | Alexander von Vogel Bezirke                              | Katharina Fegebank                           |            | B’90/Grüne                                                                                 | B’90/Grüne |           |            |
| Behörde für Justiz und Verbraucherschutz                          |                                                          | Anna Gallina                                 | B’90/Grüne | Katja Günther (bis 1. November 2021) Holger Schatz (ab Dezember 2021)                      | B’90/Grüne |           |            |
| Behörde für Justiz und Verbraucherschutz                          | SPD                                                      | Anna Gallina                                 | B’90/Grüne | Katja Günther (bis 1. November 2021) Holger Schatz (ab Dezember 2021)                      | |           |            |
| Behörde für Schule und Berufsbildung                              |                                                          | Ties Rabe (bis 15. Januar 2024)              |            | SPD                                                                                        | Rainer Schulz | SPD       |            |
| Behörde für Schule und Berufsbildung                              | Ksenija Bekeris (ab 17. Januar 2024)                     |                                              |            | SPD                                                                                        | Rainer Schulz | SPD       |            |
| Behörde für Kultur und Medien                                     |                                                          | Carsten Brosda                               | SPD        | Jana Schiedek                                                                              | SPD |           |            |
| Behörde für Arbeit, Gesundheit, Soziales, Familie und Integration |                                                          | Melanie Leonhard (bis 15. Dezember 2022)     | SPD        | Melanie Schlotzhauer (bis 15. Dezember 2022) Tim Angerer (ab 15. Dezember 2022) Gesundheit | SPD |           |            |
| Behörde für Arbeit, Gesundheit, Soziales, Familie und Integration |                                                          | Melanie Schlotzhauer (ab 15. Dezember 2022)  | SPD        | Petra Lotzkat Arbeit, Soziales, Familie und Integration                                    | | parteilos |            |
| Behörde für Wirtschaft und Innovation                             |                                                          | Michael Westhagemann (bis 15. Dezember 2022) |            | parteilos                                                                                  | Andreas Rieckhof |           | SPD        |
| Behörde für Wirtschaft und Innovation                             |                                                          | Melanie Leonhard (ab 15. Dezember 2022)      |            | SPD                                                                                        | Andreas Rieckhof |           | SPD        |
| Behörde für Stadtentwicklung und Wohnen                           |                                                          | Dorothee Stapelfeldt (bis 15. Dezember 2022) |            | SPD                                                                                        | Matthias Kock (bis 31. Dezember 2020) Monika Thomas (ab 1. Januar 2021)                                                                                 |           | parteilos  |
| Behörde für Stadtentwicklung und Wohnen                           | Karen Pein (ab 15. Dezember 2022)                        |                                              |            | SPD                                                                                        | Matthias Kock (bis 31. Dezember 2020) Monika Thomas (ab 1. Januar 2021)                                                                                 |           | parteilos  |
| Behörde für Umwelt, Klima, Energie und Agrarwirtschaft            |                                                          | Jens Kerstan                                 |            | B’90/Grüne                                                                                 | Michael Pollmann (bis 2. September 2024) Anselm Sprandel (ab 3. September 2024)                                                                         |           | B’90/Grüne |
| Behörde für Verkehr und Mobilitätswende                           |                                                          | Anjes Tjarks                                 | B’90/Grüne | Martin Bill                                                                                | B’90/Grüne |           |            |
| Behörde für Inneres und Sport                                     |                                                          | Andy Grote                                   |            | SPD                                                                                        | Bernd Krösser (bis 30. Oktober 2022) Thomas Schuster (ab 1. November 2022) Inneres                                                                      |           | parteilos  |
| Behörde für Inneres und Sport                                     | Christoph Holstein Sport                                 | Andy Grote                                   |            | SPD                                                                                        | SPD |           |            |
| Finanzbehörde                                                     |                                                          | Andreas Dressel                              | SPD        | Bettina Lentz                                                                              | | SPD       |            |